# Hans Peter Roel
Hans Peter Roel (Soest, 21 januari 1964) is een Nederlandse schrijver uit Baarn.
Na zijn studie aan de HTS en Universiteit Nyenrode werkte hij bij een financiële multinational. Na een reis naar India en Nepal begon hij op zijn drieëndertigste met schrijven. Hij probeert daarbij de oosterse wijsheid in onze westerse wereld te integreren. De verbinding van de harde zakenwereld en de geestelijke wereld is dan ook vaak een thema in zijn boeken. In zijn werken zitten vaak elementen uit zijn eigen leven. Zo maakt de hoofdpersoon Peter uit Ki in een boeddhistisch klooster, hoog in de Himalaya, als eerste westerling kennis met de universele kracht Ki. De ijskelder uit Dio & de IJskelder is een verwijzing naar de IJskelder van kasteel Groeneveld in zijn woonplaats Baarn.  
Hans Peter Roel schrijft boeken over management en spiritualiteit maar ook kinderboeken.

## Bestseller 60
| Boeken met noteringen in de Nederlandse Bestseller 60 | Jaar van verschijnen | Datum van binnenkomst | Hoogste positie | Aantal weken | Opmerkingen |
| ----------------------------------------------------- | -------------------- | --------------------- | --------------- | ------------ | ----------- |
| De vierde dimensie                                    | 2015                 | 13-01-2016            | 58              | 1            |             |
| Op zoek naar de hemel                                 | 2017                 | 14-06-2017            | 49              | 1            |             |
| Het geheim van mijn vader                             | 2017                 | 08-11-2017            | 48              | 1            |             |
| Tijdloze liefde                                       | 2018                 | 16-05-2018            | 28              | 2            |             |
| Eindeloos                                             | 2019                 | 08-05-2019            | 34              | 1            |             |
| Himalaya                                              | 2020                 | 22-07-2020            | 55              | 3            |             |
| Het zesde zintuig                                     | 2021                 | 02-06-2021            | 50              | 1            |             |
| De vijfde dimensie                                    | 2022                 | 27-04-2022            | 44              | 2            |             |
| Pelgrim                                               | 2022                 | 07-09-2022            | 21              | 1            |             |
| Geef mij je angst                                     | 2022                 | 30-11-2022            | 19              | 1            |             |
| De verborgen narcist                                  | 2025                 | 02-07-2025            | 40              | 1            |             |

- Nederlandse Thesaurus van Auteursnamen: 215883799
- Virtual International Authority File: 283594702